# Корма (созвездие)
Корма́ (лат. Puppis, Pup) — созвездие южного полушария небесной сферы, лежит в Млечном пути. Занимает площадь в 673,4 квадратного градуса, содержит 241 звезду, видимую невооружённым глазом. Частично созвездие видно почти на всей территории России, и чем южнее наблюдатель, тем большая часть созвездия наблюдается. Видимость ярчайшей звезды этого созвездия ζ Кормы начинается на широте 50°. В Адлере эта звезда восходит примерно на 6°30', а на юге Дагестана она видна уже вполне удовлетворительно, восходя примерно на 8°30'. В самых южных городах и районах бывшего СССР, лежащих южнее 39-й параллели (например, в Душанбе, Астаре, Ашхабаде, Термезе, Кушке), созвездие видно полностью. Лучшие условия наблюдения — в феврале.

## История
Первоначально Корма была частью большого созвездия Корабль Арго. Корабль Арго был разделён на три созвездия — Корма, Киль и Паруса — по инициативе Лакайля в 1752 году. К ним он также добавил новое созвездие Компас.
В созвездии Кормы находится голубая звезда HD 49798 примерно восьмой звёздной величины. В 1996 году астрономы обнаружили пульсирующий поток рентгеновских лучей, идущих от HD 49798. Этот объект — двойная система, в которой видимый в оптическом диапазоне компонент крутится вокруг слабого источника рентгеновского излучения. В 2008 году Сандро Мерегетти из Института космической физики в Милане и его коллеги смогли точно определить массы обоих компонентов, измерив смещение частоты рентгеновских пульсаций из-за эффекта Доплера с помощью европейского рентгеновского телескопа XMM-Newton. Таким способом они смогли точно определить скорость движения невидимого в оптическом диапазоне компонента. Учёные выяснили, что масса рентгеновского источника — примерно 1,28 массы Солнца (плюс или минус 0,05 солнечной массы), а его размер вдвое меньше земного. Это самый массивный и плотный белый карлик, известный астрономам: большинство из них примерно вдвое легче. Второй, видимый в оптике, компонент системы представляет собой ядро когда-то большой звезды, внешние слои с которой белый карлик полностью ободрал. Падающее вещество раскрутило карлик, и теперь он совершает полный оборот всего за 13,2 секунды. Учёные уверены, что система подойдёт к взрыву самой яркой сверхновой — типа Ia. Когда это произойдёт, пока неизвестно. До HD 49798 примерно 2 тысячи световых лет, и в максимуме блеска соответствующая сверхновая будет в 100—200 раз ярче Венеры, достигнет половины светимости Луны.

## Интересные объекты
- «Тухлое яйцо» — нарождающаяся планетарная туманность.
- Звёздные скопления M 46, M 47, M 93, Collinder 135 и другие.
- В 2007 году астрономы с помощью рентгеновского орбитального телескопа Chandra обнаружили нейтронную звезду RX J0822-4300, движущуюся со скоростью 4,7 млн км/ч.